# Fifth Angel
Fifth Angel ([fifθ 'einʤ(ə)l], рус. - пятый ангел) — американский музыкальный коллектив, исполнявший музыку в стиле на стыке хэви-метала и пауэр-метала.

## История

### Образование
Группа Fifth Angel была основана в предместьях Сиэтла в конце 1983-го года благодаря стараниям гитариста Джеймса Бёрда (англ. James Byrd), вокалиста Теда Пайлота (англ. Ted Pilot) и барабанщика Кена Мэри (англ. Ken Mary). Изначальный состав был доукомплектован с приходом в группу Эда Арчера (англ. Ed Archer) в качестве ритм-гитариста и басиста Кенни Кэя (англ. Kenny Kay).
В возрасте восемнадцати лет Джеймс Бёрд покинул свой дом и отправился в дорогу со своей хеви-металической группой, давая концерты в различных местах и в основном играя кавер-версии песен таких групп, как UFO (группа исполняла все песни с их живого альбома Strangers in the Night 1979 года) и Scorpions периода Ульриха Рота (нем. Ulrich Roth). Джеймсу Бёрду приходилось учить исполняемый материал с точностью до ноты, так как он был ещё достаточно молод. Его группе удалось одержать победу на конкурсе «Северо-западная битва музыкальных групп» (англ. «Northwest Battle Of The Bands»). Музыкантам предоставили бесплатное время в одной из студий звукозаписи, чем они с радостью воспользовались, но запись, полученная в тот период была потеряна. У группы не было ни одной песни собственного сочинения, поэтому музыканты просто исполняли кавер-версии вживую. После года пребывания в группе Джеймс Бёрд решил оставить своих коллег и покинул их вместе со звукоинженером. В 1980 году Бёрд сформировал собственную группу, исполнявшую собственные песни. В 1981 году он переехал в Лос-Анджелес, где около года провёл играя в разных местных группах.
Арчер, Мэри и Пайлот уже в школе играли в группе под названием Ridge, которая всё же распалась после нескольких успехов в различных музыкальных конкурсах, так и не подписав контракт с какой-либо звукозаписывающей компанией. Слух о двух парнях из Сиэтла, а именно о Пайлоте и Мэри, дошёл до Джеймса Бёрда, который сам также был родом из Сиэтла, и тот решил поработать с ними и вернулся туда, чтобы написать первые строки в короткой истории группы Fifth Angel, чьё название было позаимствовано из библейских историй.

### Демозапись
Следуя примеру Queensrÿche, ещё одной группы родом из Сиэтла, игравшей в стиле тяжёлый метал и незадолго до того подписавшей контракт с крупной фирмой звукозаписи, Fifth Angel сконцентрировались на написании и шлифовке собственного музыкального материала, отказавшись от бесконечных клубных концертов в ожидании того, пока на них обратит внимание кто-нибудь из воротил музыкальной индустрии и предложит заключить контракт.
Труды музыкантов увенчались выпуском демозаписи, записанной в конце 1983-го — начале 1984-го годов на студии Lawson Productions (сейчас студия называется Bad Animals Studio) при помощи продюсера Терри Дейта (англ. Terry Date) и состоящей из четырёх песен:
- Fifth Angel
- Wings of Destiny
- In the Fallout
- Fade to Flames

Сделав около ста копий записи, музыканты разослали её различным звукозаписывающим компаниям, в числе которых был также независимый лейбл Shrapnel Records.

### Альбом Fifth Angel
Такой план оказался успешным, и Майк Варни (англ. Mike Varney) из независимой компании Shrapnel Records после недолгих размышлений предложил группе подписать контракт на выпуск своего первого альбома. Оригинальная демозапись 1984 года была включена в альбом вместе с ещё пятью песнями, записанными в 1985-м году:
- Shout it Out
- Call Out the Warning
- The Night
- Only the Strong Survive
- Cry Out the Fools

Записанный в 1985-м году, дебютный полноформатный альбом группы Fifth Angel, имеющий одноимённое название, официально увидел свет в 1986-м году. Отзывы были очень хорошими. Альбом продержался в 1988 году 13 недель в чарте Billboard 200 и достиг 117 места 11 июня 1988 года.

### 1986—1988
В течение последующих двух лет несколько значимых рок-журналов брали интервью у участников группы, включая яркое интервью, опубликованное в журнале Kerrang! в Европе (журнале, давшем старт карьере Queensrÿche двумя годами ранее). Fifth Angel рассматривались в средствах массовой информации исключительно как нечто выдающееся, и количество их верных поклонников неуклонно росло.
Несмотря на положительные отзывы, в составе группы произошли изменения. Басист Кенни Кэй покинул группу и был заменён Джоном Мэкоу (англ. John Macko). Хотя полной информации об этом нет, Пайлот упомянул в одном из интервью о том, что Кэй просто «потерял интерес» к музыке. Гитарист Джеймс Бёрд рассказал о том, что Кенни Кэй в действительности так и не принял участия в записи дебютного альбома группы (как и Джон Мэкоу):
Кенни Кэй хотя и изображён на фотографиях к альбому, на самом деле не играл на бас-гитаре при его записи. Все партии бас-гитары на первом альбоме были записаны ритм-гитаристом Эдом Арчером на оригинальном демо. Что касается остальных пяти композиций, то там партии бас-гитары записывал Рэнди Хэнсен (англ. Randy Hansen), двойник Джими Хендрикса.
На 1986—1987 годы в поддержку выпущенного альбома Fifth Angel запланировали тур под названием Riding on the Wings, который включал в себя выступления на разогреве у Iron Maiden и некоторое количество отдельных выступлений на восточном побережье США. Вследствие определённых внешних, не связанных с группой, и внутренних факторов туру так и не суждено было состояться. Fifth Angel так никогда и не выступили перед публикой. Единственные два выступления музыкантов — это представление для компании Epic Records и репетиция вместе с фотосъёмкой в Paramount Theater в Сиэтле.
Джеймс Бёрд упомянул о том, что многие концертные планы провалились, например, выступление на разогреве у Iron Maiden, а также концертные выступления в клубах на восточном побережье США. Джон Мэкоу считает, что всему виной предпочтения Пайлота, Арчера и Мэри:
Они не считали важным давать концерты, если это не был концерт на стадионе или на арене для большого количества людей. Я думаю они считали концерты на маленьких площалках пустой тратой времени, так как затраты на их проведение не окупались бы продажами наших записей или какой-либо другой продукции, связанной с Fifth Angel. Это было огромной ошибкой. Metallica и Pantera доказали собственным примером, что можно продавать альбомы миллионными тиражами, начав с маленьких клубов и незначительных мероприятий.

### Известность
После того как первый альбом Fifth Angel получил такие лестные отзывы, представители CBS/Epic Records обратили на участников группы своё внимание и заключили с ними соглашение о выпуске семидюймовой пластинки, а также сформировали новый менеджмент группы в лице Дерека Саймона (англ. Derek Simon) и Concrete Marketing and Management. Почитатели творчества титанов прогрессивного метала Dream Theater знают, что Саймон также и к ним приложил свою руку при выпуске дебютного альбома (также спродюсированного Терри Дэйтом).
Epic переиздали первый альбом Fifth Angel в 1988 году, чтобы заложить фундамент для будущих записей. Однако, когда пришли деньги и известность, музыканты были вынуждены расстаться с ещё одним членом оригинального состава группы, гитаристом Джеймсом Бёрдом.
В интервью для Rock Reunion Бёрд рассказал, что между тремя основными авторами песен в группе (Бёрд, Пайлот, Арчер) существовало такое соглашение, что вне зависимости от того, кто написал песню, каждый из них получал треть от суммы прибыли от издания. Но прежде, чем связать себя обязательствами с CBS Records, Пайлот и Арчер поставили Бёрда перед выбором: либо он отказывается от своих прав, либо остальные участники группы отказываются от контракта с CBS Records и управляющей компанией.
Бёрд отказался от прав и сразу же получил уведомление от Concrete Management о том, что он уволен из группы. Таким образом он считает, что именно Пайлот и Арчер уволили его, и поводом для этого послужили деньги.
Тед Пайлот же выразил обратно противоположное мнение по этому вопросу. Вокалист твёрдо настаивает на том, что это решение было принято всеми участниками группы единогласно:
Не важно, что вы слышали, это было единогласное решение сменить гитариста между всеми участниками группы, поводом чему послужили личностные несоответствия. Решение не было принято кем-то одним из нас, а было вынесено на общее обсуждение. Вот и всё. Никаких финансовых вопросов или проблем в музыкальном плане.

### Альбом Time Will Tell
Для записи следующего альбома Fifth Angel место Бёрда в группе занял гитарист из Сиэтла Кенделл Бечтел (англ. Kendall Bechtel). Альбом Time Will Tell был выпущен в конце 1989 года. Хотя Терри Дэйт и был заявлен в списках в качестве продюсера данного альбома, им стал Терри Браун (англ. Terry Brown). Басист Джон Мэкоу поделился информацией об этом событии:
Мы очень хотели, чтобы Терри Дэйт занялся нашим альбомом, но он был слишком занят, и его планы были расписаны на месяцы вперёд. Может быть нам стоило подождать, но мы боялись потерять слишком много времени и согласились с кандидатурой Терри Брауна.
Яркий альбом Time Will Tell, состоящий из одиннадцати песен, с великолепными гитарными партиями в мощном мелодичном стиле, последовал за дебютным альбомом Fifth Angel — свидетельство таланта и исполнительских качеств Бечтела. В то время как переход музыкантов к более тяжёлому и быстрому стилю был заметен при прослушивании таких песен, как We Rule и Midnight Love, среднетемповый прогрессивный стиль просматривался также в таких композициях, как заглавная песня альбома Cathedral, а также Angel of Mercy и Seven Hours. Также на альбоме присутствовала блестящая кавер-версия песни группы UFO «Lights Out», и к огромной радости поклонников был записан клип на одноимённую с названием альбома песню «Time Will Tell».
Музыкантам, однако, пришлось столкнуться с ещё одной проблемой сразу после завершения записи их второго альбома. Ударник Кен Мэри в надежде на то, что дела в группе наладятся, и дабы не терять времени зря, решил оставить своих товарищей и поучаствовать в качестве приглашённого барабанщика в других музыкальных коллективах. Вот, что вспоминал Кенделл Бечтел по этому поводу:
Не было никакой вражды, но я был очень расстроен, так как группа трещала по швам, и я ничего не мог с этим поделать. Нам туго пришлось при поиске замены Кену. Мы пробовали нескольких ударников, но никто из них не подошёл нам полностью.
В итоге на место барабанщика на очень короткое время был принят местный музыкант из Сиэтла Ричард Стуверуд (англ. Richard Stuverud), который появляется в единственном клине Fifth Angel на песню «Time Will Tell».
Мнения критиков по поводу альбома разошлись, однако все сходятся во мнении, что стиль нового альбома Fifth Angel отошёл от стиля их дебютного альбома, и его звучание приобрело более коммерчески привлекательный характер, нежели того следовало ожидать, что в большинстве случаев расценивается в худшую сторону.

### Распад
Казалось, что при поддержке СМИ и фанатов Fifth Angel были готовы отправиться в успешный тур в поддержку своего второго альбома, но группа развалилась, так и не снискав положенной ей славы, как раз после того, как Time Will Tell оказался на полках магазинов. Причиной распада послужило то, что музыкантам так и не удалось дать ни одного живого концерта, о чём они очень сожалеют. К тому же было потеряно много времени в связи с переоформлением контракта между лейблами. После переиздания дебютного альбома Fifth Angel руководство Epic Records предложило группе повременить с концертными турами до того момента, пока не будет записан второй альбом. В течение этого времени барабанщик Кен Мэри решил поучаствовать в качестве сессионного музыканта в других группах. Вот что говорит Тед Пайлот по этому поводу:
Мы не чувствовали помощи и поддержки со стороны компании, которую они обещали. У них всегда всё сводилось к «следующему разу» или к «следующему альбому», и мы сами не ощущали такого контроля над ситуацией, которого хотели. Лучший способ описать это - это то, что мы чувствовали себя бессильными и не могли как-то улучшить положение собственными силами.
После распада Тед Пайлот выучился на дантиста и унаследовал стоматологическую клинику своего отца в Сиэтле. Эд Арчер также остался в Сиэтле и работает на одну из технических компаний в той местности. Джон Мэкоу, после нескольких неудачных попыток играть с различными музыкантами прогрессивный рок, который тогда никого не интересовал, переехал во Флориду, где организовал небольшую компьютерную консалтинговую фирму и обзавёлся семьёй. Что касается Кенделла Бечтела, то он также живёт в Сиэтле. Джеймс Бёрд рассказал немного о своих отношениях с ним:
Кенделл Бечтел и я познакомились вскоре после того, как я покинул Fifth Angel. Я записывал свой первый сольный альбом (Atlantis Rising) на Steve Lord Productions, когда он заглянул туда. Он хотел, чтобы я показал ему, как я играл некоторые соло с первого альбома. Бедный парень не имел абсолютно никакого понятия о том, что происходило в группе, ему беспощадно врали, говорили, что я сам ушёл.
Кенделл и я стали хорошими друзьями, и он переквалифицировался в вокалисты. Я знал его долгое время как друга и гитариста, но не имел ни малейшего понятия о том, что он может петь. Однажды я записывал песню в студии, ещё не выбрав вокалиста, и мне нужно было записать вокальную партию. И я позвонил ему и спросил невзначай, может ли он спеть. Он ответил, что попробует.

Оказалось, что он был очень скромным. Он взялся записывать вокал для меня, и очень скоро мы закончили работу. Он исполняет все вокальные партии на моём альбоме Crimes of Virtuosity. Кенделл записывается очень много, но, на сколько я знаю, он не рассматривал музыку некоторое время в качестве карьеры.
Случилось так, что Кенделл Бечтел сформировал в дальнейшем собственную группу ATOM, дискография которой насчитывает два полноформатных альбома. ATOM состоит из самого Бечтела, Энди Нордайка (англ. Andy Nordyke) и Тима Озборна (англ. Tim Osbourne). Гитарист также участвовал в таких группах, как Sweet Sister Sam и The Voodoo Saints.
По иронии судьбы двое самых отдалённых от второго альбома Fifth Angel людей: Кен Мэри (который выступал на концертах у Alice Cooper в качестве барабанщика и в других группах, надеясь на то, что дела в Fifth Angel всё-таки сдвинутся с мёртвой точки) и Джеймс Бёрд — единственные музыканты оригинального состав группы, кто всё ещё с головой погружены в музыкальную индустрию кроме Бечтела. Бёрд продолжил записывать сольные альбомы, информацию о которых можно почерпнуть на jamesbyrd.com.
Кен Мэри — успешный продюсер и владеет собственным бизнесом. Его компания Sonic Phish располагает офисами в Лос-Анджелесе и Финиксе. Его сайт в интернете sonicphish.com. Мэри проживает в Финиксе.
Ходили упорные слухи о воссоединении Fifth Angel в 2000 году, однако были опровергнуты участниками группы. В 2007 году состав, записавший Time Will Tell обсуждал возможность объединения усилий для участия в нескольких европейских фестивалях, но дело так и не сдвинулось с места. Хотя гитарист Кенделл Бечтел и басист Джон Мэкоу были не против этой идеи, остальные участники группы были заняты другими делами, не позволившими им воплотить задуманное: Эд Арчер — своей семьёй, а Тед Пайлот и Кен Мэри — каждый своим бизнесом.

## Стиль. Истоки. Влияние
Что касается стиля, в котором играли музыканты Fifth Angel, то он находится где-то посередине между взрывным пауэр-металом и мелодичным хэви-металом.
Одной из отличительных черт звучания Fifth Angel является драматический стиль пения Теда Пайлота. Выученный в классическом ключе, вокалист написал большинство мелодий и текстов песен группы. На стиль исполнения Пайлота повлияла масса вокалистов различных направлений музыки, включая также и пауэр-метал. Двух из них, а именно Ронни Джеймса Дио (англ. Ronnie James Dio) и Брюса Дикинсона (англ. Bruce Dickinson), наравне с Джеймсом Хэтфилдом (англ. James Hetfield) за резкость и остроту в голосе, Тед Пайлот называет наиболее любимыми и оказавшими на него наибольшее влияние.
Если сравнить оба альбома Fifth Angel, то можно заметить некоторые различия в исполнении вокальных партий. В частности на первом альбом группы больше вокала, исполненного в высоких тонах, чем на последующем. Тед Пайлот это свойствами каждой отдельной песни и бо́льшим опытом, полученным при написании песен:
Чем больше ты сочиняешь, тем лучше начинаешь приспосабливать каждую мелодию к диапазону собственного голоса. Кроме того начинаешь писать такой материал, который по твоему мнению будет в студии звучать наилучшим образом. В итоге получается такая комбинация из того, что диктуется самой песней, и того, что будет лучше всего звучать в диапазоне моего голоса.
Две наиболее любимые песни Пайлота из творчества Fifth Angel, которые иллюстрируют его восприятие и понимание мелодии, — это «Cry Out the Fools» и «Cathedral». Первая из них по его мнению отличается наиболее сильной мелодической структурой из вообще всего наследия группы. Вокалист также отметил великолепную игру оригинального соло-гитариста Fifth Angel Джеймса Бёрда в этой песне.
Джеймс Бёрд впервые взял в руки гитару, когда ему было девять лет, но о занятиях музыкой он серьёзно задумался только 18 сентября 1970 года, когда умер Джими Хендрикс (англ. Jimi Hendrix). До того момента, Джеймс не знал, кто такой Хендрикс. Он узнал о нём из новостей по телевидению, где передавали, как Джими играл национальный гимн на «Вудстоке». В дальнейшем история Бёрда была очень похожа на историю Ингви Мальмстина (швед. Yngwie Malmsteen). Наиболее важное влияние на него оказали в основном исполнители блюза. Джеймс мастерски научился исполнять блюз на гитаре в течение пяти лет занятий. После этого, он стал интересоваться творчеством гитаристов других стилей музыки, таких как: Ричи Блэкмор (англ. Ritchie Blackmore), Ульрих Рот (нем. Ulrich Roth) и Scorpions, Ал Ди Меола (итал. Al Di Meola). Наибольшее влияние на игру Джеймса Бёрда от начала и до конца оказали такие исполнители, как: Джими Хендрикс, Би Би Кинг (англ. B. B. King), Джонни Винтер (англ. Johnny Winter), Фрэнк Марино (англ. Frank Marino), Ричи Блэкмор, Ульрих Рот и Scorpions, Ал Ди Меола, Ян Хаммер (чеш. Jan Hammer), Жан-Батист «Джанго» Рейнхардт (фр. Jean-Baptiste "Django" Reinhardt), Ян Аккерман (нидерл. Yan Akkerman), Пако Де Лусия (исп. Paco de Lucía), Михаэль Шенкер (нем. Michael Schenker) и ранний Нил Шон (англ. Neal Schon).
Кенделл Бечтел рассказал, что при записи альбома Time Will Tell многие из его соло были сыграны спонтанно:
В песне «Wait for Me» у меня было всего около двадцати минут, чтобы придумать что-то перед тем, как мы начали записывать её, таким образом это было что-то вроде испытания. Большинство соло были импровизацией. Мне это нравится, так как это придаёт им ощущение живости.

## Дискография
Дискография группы Fifth Angel насчитывает два полноформатных альбома и один сингл. Кроме того были выпущены несколько промозаписей, а также песни группы вошли на некоторое количество сборников.

### Демозаписи
- Демо (1985)

### Студийные альбомы
- Fifth Angel (1986)
- Time Will Tell (1989)
- The Third Secret (2018)

### Промозаписи и сборники
- Fifth Angel (Промокассета, 1988)
- Time Will Tell (Промокассета, 1989)
- LP Interchords Words and Music (Совместный альбом с группой Sanctuary, 1988)
- Fifth Angel 7" Flexidisc (1988)
- LP Megahurtz (Сборник, 1988)
- LP Epic Associated Hard Rock Sampler (Сборник, 1990)

## Состав

### Последний известный состав
- Тед Пайлот (Ted Pilot) — вокал
- Эд Арчер (Ed Archer) — гитара
- Кенделл Бечтел (Kendall Bechtel) — гитара (ATOM, Sweet Sister Sam, The Voodoo Saints)
- Джон Мэкоу (John Macko) — бас
- Кен Мэри (Ken Mary) — барабаны (James Byrd, Accept, Alice Cooper, Chastain, David T. Chastain, Impellitteri, Strike, TKO, Randy Hansen, House Of Lords, Soul Shock Remedy)

### Бывшие участники
- Джеймс Бёрд (James Byrd) — гитара (James Byrd’s Atlantis Rising, Byrd, James Byrd, James Byrd Group)
- Кенни Кэй (Kenny Kay) — бас
- Ричард Стуверуд (Richard Stuverud) — ударные (The Fastbacks, Suicide Squad, War Babies, Luv. Co, Blind Horse, Three Fish)